# Романья, Джохан
Джохан Себастиан Романья Эспитиа (исп. Jhohan Sebastián Romaña Espitia; род. 13 сентября 1998, Апартадо, Антьокия) — колумбийский футболист, защитник клуба «Сан-Лоренсо».

## Клубная карьера
Романья — воспитанник клуба «Индепендьенте Медельин». 25 апреля 2016 года в матче против «Агилас Дорадас» он дебютировал в Примера A.
В середине 2019 года Романья перешёл в парагвайский «Гуарани». 1 декабря в матче против «Соль де Америка» он дебютировал в парагвайской Примере. 2 октября 2020 года в поединке Кубка Либертадорес против аргентинского «Тигре» Джохан забил свой первый гол за «Гуарани».
22 декабря 2020 года Романья перешёл в новообразованный клуб MLS «Остин». 17 апреля 2021 года он сыграл в матче стартового тура сезона против «Лос-Анджелеса», ставшем для «Остина» дебютом в высшей лиге США. В январе 2022 года Романья получил грин-карту и в MLS перестал считаться иностранным игроком.
В феврале 2023 года Романья вернулся в Парагвай, отправившись в аренду в асунсьонскую «Олимпию» на сезон с опцией выкупа.
В январе 2024 года Романья перешёл в аргентинский «Сан-Лоренсо», подписав трёхлетний контракт до декабря 2026 года.